# Trinitatis-Kirche (Berlin-Charlottenburg)

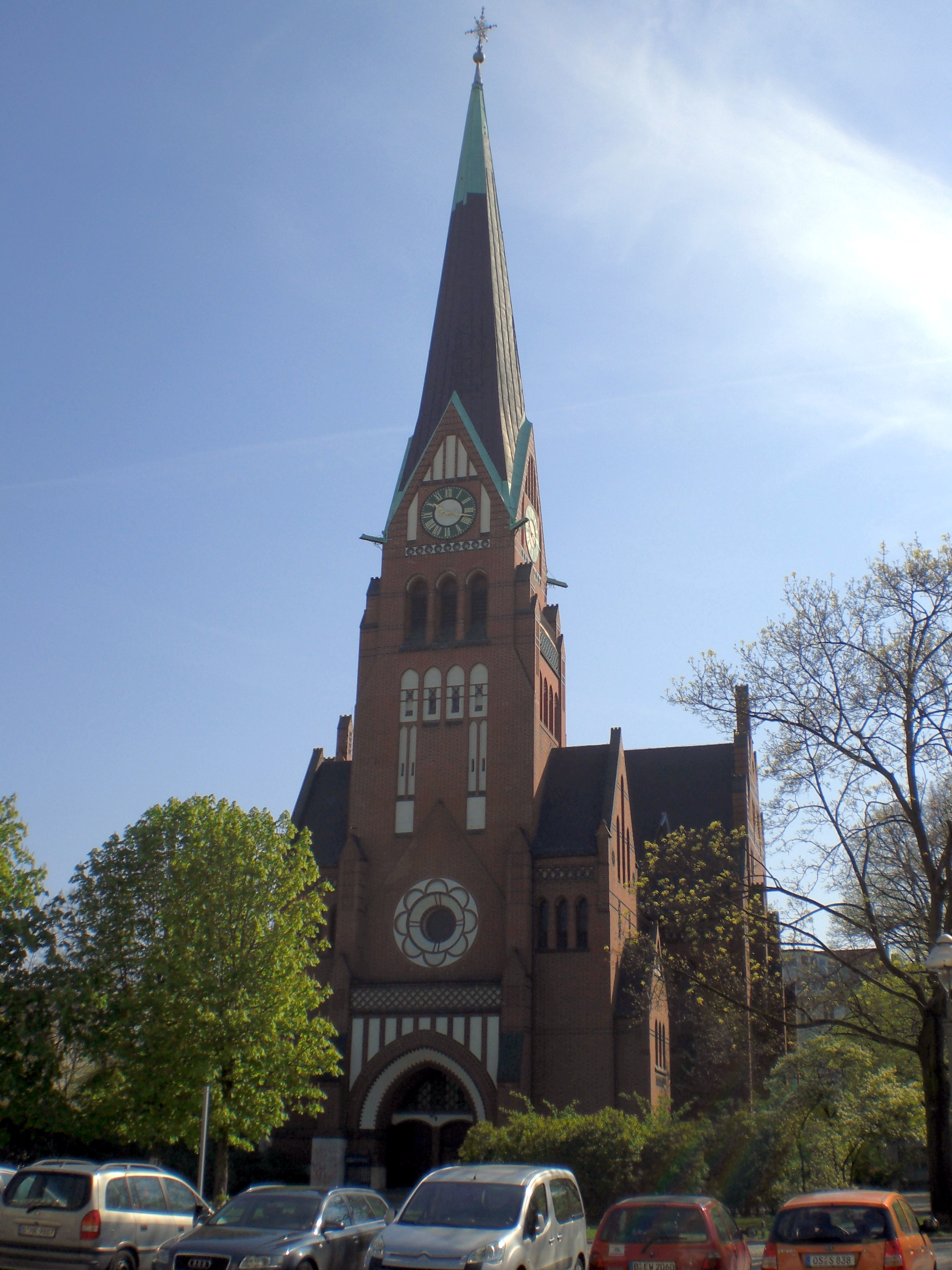
Trinitatis-Kirche, 2010

Die Trinitatis-Kirche ist eine evangelische Kirche auf dem Karl-August-Platz im Berliner Ortsteil Charlottenburg.

## Baugeschichte

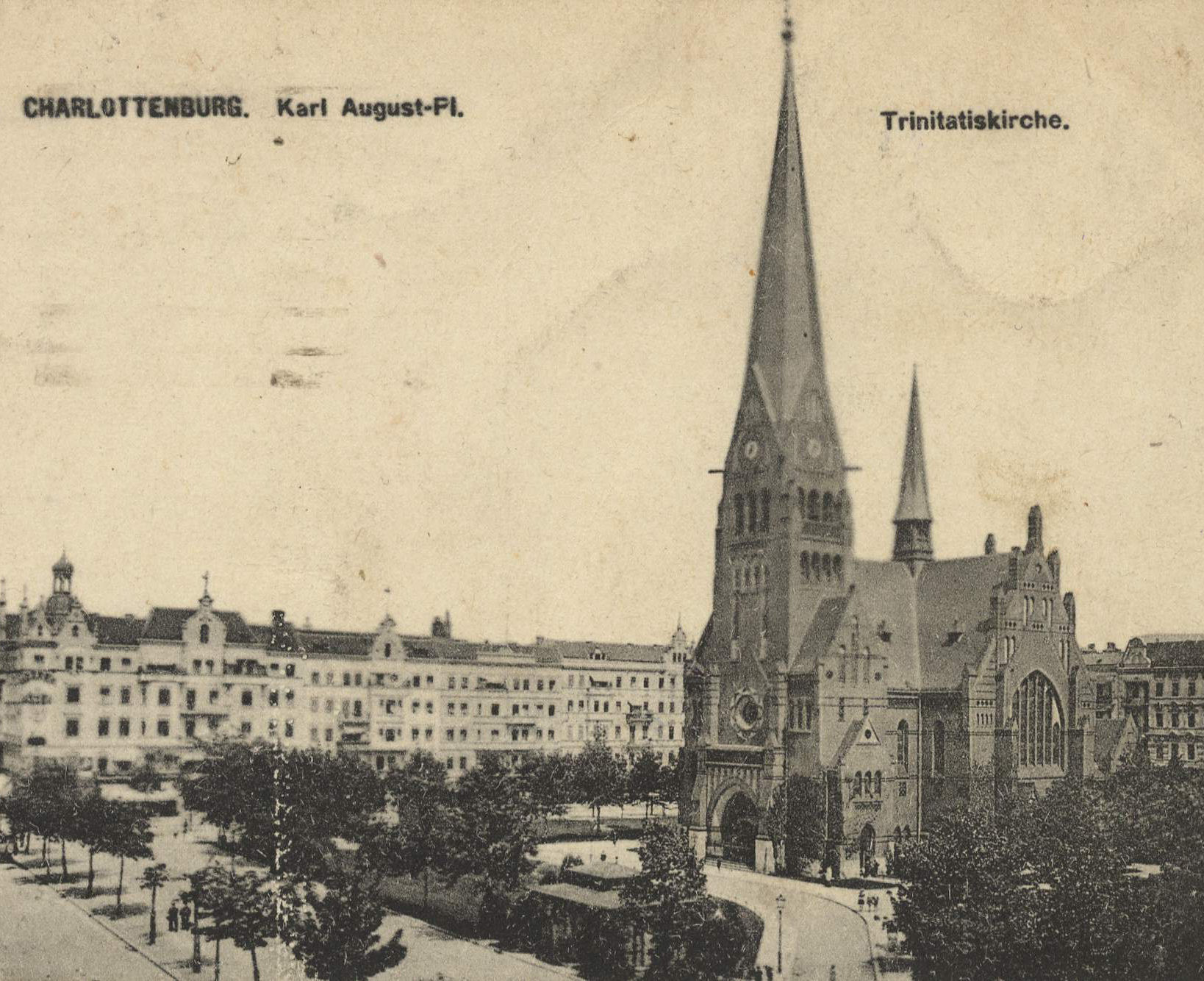
Trinitatis-Kirche, 1918

Trinitatis-Kirche in Berlin-Charlottenburg, Südostansicht, Stich von E. Faust. 1899

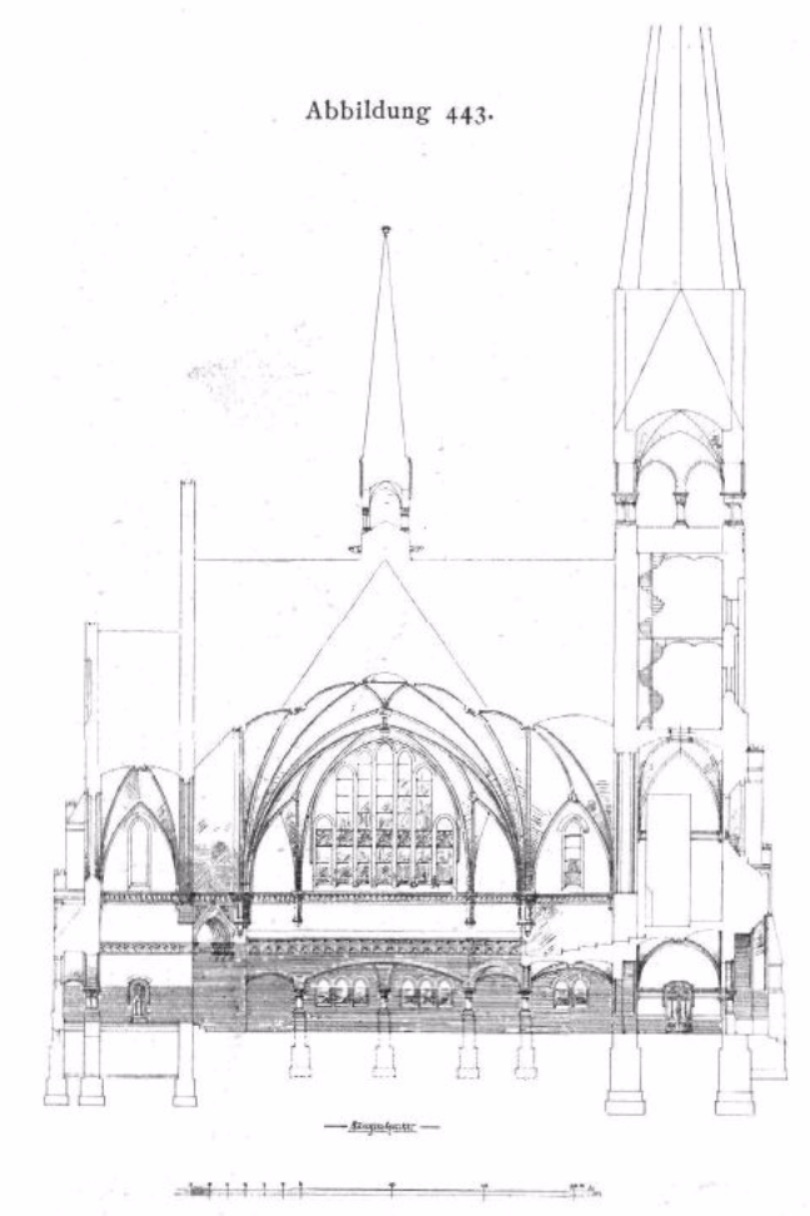
Trinitatis-Kirche, Entwurf: J. Vollmer und H. Jassoy 1896, Längsschnitt

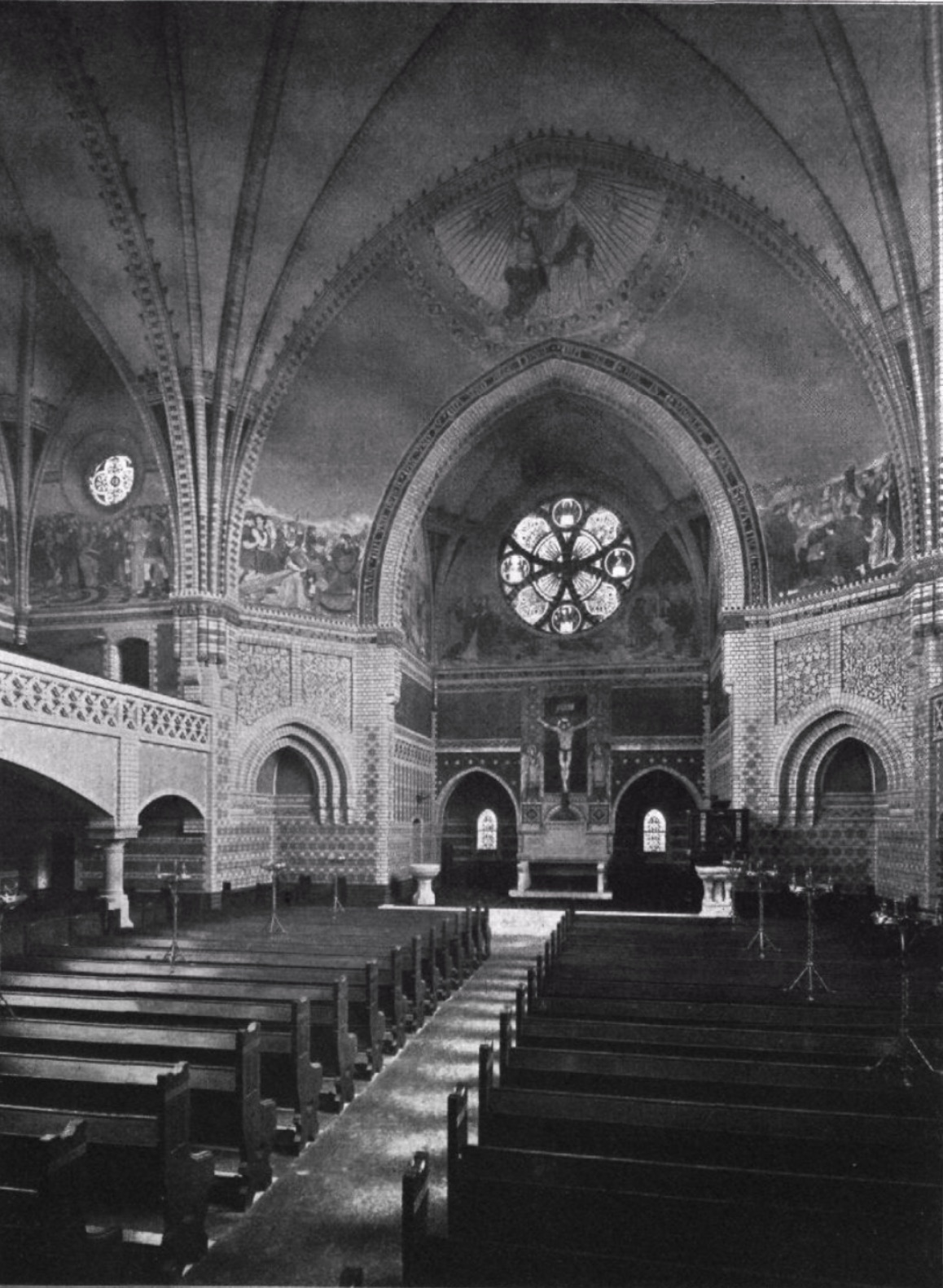
Die Choransicht im Jahr 1899. Der Fries von Paul Gathemann und Marno Kellner zeigte Szenen aus dem Leben Christi. Im Scheitel der Apsis war eine Darstellung der heiligen Trinität.

In den 1890er Jahren beschloss die Gemeinde der Luisenkirche den Bau einer weiteren Kirche im südlichen Teil des Gemeindegebietes. Unter Leitung der Architekten Johannes Vollmer und Heinrich Jassoy begannen mit der Grundsteinlegung am 18. Oktober 1896 die Bauarbeiten unter der Protektorat der Kaiserin Auguste Viktoria. Der mit roten Backsteinen verblendete Bau mit einem gleichschenkligen Kreuz (griechisches Kreuz) als Grundriss wurde im neugotischen Stil errichtet. Am 11. Dezember 1898 wurde die Kirche in Anwesenheit von Kaiser Wilhelm II. und seiner Frau Auguste Viktoria durch den Generalsuperintendenten von Berlin, Propst Wilhelm Faber, eingeweiht. 1899 wurde die Gemeinde selbstständig.
Nach 1926 wurden die Triumphbogenschrägen bis zum Boden heruntergezogen, die Friesmalereien entfernt und die Schrägen der Bogen mit einer Darstellung des Lebensbaumes und Gedenktafeln für die im Ersten Weltkrieg Gefallen versehen.
Im Zweiten Weltkrieg erlitt die Trinitatis-Kirche schwere Schäden, der Turm war aber weniger betroffen. Nach Ende des Krieges wurde zunächst der Turm gesichert. 1951 begann der Wiederaufbau des Kirchengebäudes unter der Leitung des Architekten Erich Ruhtz. Die Wände des vereinfachten Innenraums wurden glatt verputzt; die vorhandene Malerei eines stilisierten Eichenbaums auf dem Apsisbogen wurde nicht erneuert. Die Neueinweihung fand am 6. oder 8. März 1953 statt. 1955 war der Turm wiederhergestellt. 1959 erfolgte der Einbau von Emporen. Zwischen 1960 und 1969 kam es zu einer völlig neuen künstlerischen Gestaltung des Innenraums. 1962 wurde die Rosette im Altarraum verkleinert.
Die Fenster wurden nach Entwürfen und unter Anleitung Berliner Künstler neu verglast:
- Rosette und zwei Fenster im Altarraum: Hermann Kirchberger
- große Fenster über den Emporen und Fenster über der Orgelempore: Alexander Bader und Peter Berndt
- Fenster unter den Emporen „Die heile und unheile Welt“: Fritz Ebeling (1930–2011)

Zur 100 Jahr Feier im Jahr 1998 wurde die Kirche wieder etwas umgestaltet.

## Ausstattung

### Geläut
Im Jahr 1924 erhielt die Trinitatis-Kirche ein Geläut aus drei Gussstahlglocken, gegossen vom Bochumer Verein.
| Schlagton | Gewicht (kg) | Durchmesser (cm) | Höhe (cm) | Inschrift                                                                        |
| --------- | ------------ | ---------------- | --------- | -------------------------------------------------------------------------------- |
| c′        | 3340         | 200              | 152       | + EHRE + SEI + GOTT + IN + DER + HÖHE + LUC. 2,14                                |
| es′       | 2070         | 170              | 127       | + KOMMT + HER + ZU + MIR + ALLE + DIE + IHR + MÜHSELIG + UND + BELADEN + SEID +  |
| f′        | 1440         | 150              | 112       | + WACHET + STEHET + IM + GLAUBEN + SEID + MÄNNLICH + UND + SEID + STARK + 1924 + |

### Orgel
Die ursprüngliche Orgel der Trinitatis-Kirche mit 30 Registern wurde 1898 von der Orgelbaufirma Sauer erbaut. Sie wurde im Zweiten Weltkrieg nur leicht beschädigt, fiel allerdings Plünderungen in der Nachkriegszeit zum Opfer. 1962 baute die von Eberhard Friedrich Walcker gegründete Orgelbaufirma ein neues Instrument mit 39 Registern bei drei Manualen, einer elektrischen Registertraktur und einer mechanischen Spieltraktur. In den 1990er Jahren erfolgte eine Stabilisierung des Orgelgehäuses und eine leichte Umintonation durch die Orgelbaufirma Sauer. Im Jahr 2016 fand eine umfangreiche Restauration der Orgel statt. Sie hat insgesamt 2604 Pfeifen.
| I Hauptwerk C–g3 |               |        |
| 1.               | Gedacktpommer | 16′    |
| 2.               | Principal     | 08′    |
| 3.               | Koppelflöte   | 08′    |
| 4.               | Oktave        | 04′    |
| 5.               | Rohrflöte     | 04′    |
| 6.               | Quinte        | 02 ⁄3′ |
| 7.               | Principal     | 02′    |
| 8.               | Mixtur V–VI   |        |
| 9.               | Trompete      | 08′    |

| II Schwellwerk C–g3 |                 |         |
| 10.                 | Rohrgedackt     | 08′     |
| 11.                 | Spitzgambe      | 08′     |
| 12.                 | Principal       | 04′     |
| 13.                 | Trichtergedackt | 04′     |
| 14.                 | Oktave          | 02′     |
| 15.                 | Nasard          | 02 ⁄3′  |
| 16.                 | Terz            | 01 3⁄5′ |
| 17.                 | Sifflöte        | 01′     |
| 18.                 | Scharff IV–V    |         |
| 19.                 | Rankett         | 16′     |
| 20.                 | Schalmey        | 08′     |
| 21.                 | Trompete        | 04′     |
|                     | Tremulant       |         |

| III Kronpositiv C–g3 |             |        |
| 22.                  | Holzgedackt | 08′    |
| 22.                  | Nachthorn   | 04′    |
| 24.                  | Rohrpfeife  | 02′    |
| 25.                  | Quintflöte  | 01 ⁄3′ |
| 26.                  | Oktave      | 01′    |
| 27.                  | Zimbel III  |        |
| 28.                  | Krummhorn   | 08′    |
|                      | Tremulant   |        |

| Pedal C–g1 |            |         |
| 29.        | Principal  | 16′     |
| 30.        | Subbaß     | 16′     |
| 31.        | Principal  | 08′     |
| 32.        | Gemshorn   | 08′     |
| 33.        | Blockflöte | 04′     |
| 34.        | Spitzflöte | 02′     |
| 35.        | Rohrquinte | 05 1⁄3′ |
| 36.        | Mixtur III | 04′     |
| 37.        | Mixtur II  | 01 ⁄3′  |
| 38.        | Posaune    | 16′     |
| 39.        | Trompete   | 08′     |

### Sonstige Ausstattung
Eine Marmorskulptur eines schreitenden Christus im Orantengestus aus dem Jahr 1926 stammt von Emil Cauer dem Jüngeren und ist im Kirchenvorraum aufgestellt. Die Skulptur wurde im Zweiten Weltkrieg schwer beschädigt und stand von 1946 bis Anfang April 2015 im rechten Turmraum. Nach 1962 erhielt die Gemeinde ein 5,40 Meter hohes Kruzifix des Holzbildhauers Otto Flath aus Bad Segeberg als Geschenk. Das Kriegsopferdenkmal Die Trauernde und ein Taufbecken desselben Künstlers wurden angekauft.